# Blepharomyia foliacea
Blepharomyia foliacea är en tvåvingeart som beskrevs av Louis-Paul Mesnil 1975. Blepharomyia foliacea ingår i släktet Blepharomyia och familjen parasitflugor. Inga underarter finns listade i Catalogue of Life.